# Урвакан
Урвакан (уруакан) (вірм. ուրվական — «привид»), дух померлого у вірменській міфології.
Згідно з народними уявленнями, до урваканів також належить і горнапштікнер.
Назва походить від іранського слово «урвати», яке, ймовірно, спочатку використовувалося також у сенсі «душа», але з часом стало означати фантом — щось примарного вигляду. Тому привиди були названі «уруаканамі», тобто примарними.
Уруакани піднімаються вночі з могил у своїх саванах і лякають людей.